# Конкин, Владимир Алексеевич
Влади́мир Алексе́евич Ко́нкин (род. 19 августа 1951, Саратов, СССР) — советский и российский актёр театра, кино и дубляжа; заслуженный артист Российской Федерации (2010), заслуженный артист Украинской ССР (1974), лауреат премии Ленинского комсомола (1974). Член Центрального совета партии «Справедливая Россия — Патриоты — За правду».
Наиболее известен по кинофильмам: «Как закалялась сталь», «Романс о влюблённых», «Аты-баты, шли солдаты…» и «Место встречи изменить нельзя». Работал на озвучивании зарубежных фильмов (кино и видео). С 1980 года пишет рассказы и эссе.

## Биография

### Учёба
Родился 19 августа 1951 года в городе Саратове.
Отец его — железнодорожник, работал на Приволжской железной дороге.
В детстве родители дали Владимиру хорошее воспитание. У него было освобождение в школе от труда и физкультуры из-за проблем с сердцем (появились в результате осложнения после перенесённой в 5-летнем возрасте скарлатины), и всё свободное время родители водили его по театрам и музеям. В школьные годы Владимир занимался в театральной студии Натальи Иосифовны Сухостав.
По окончании школы поступил в Саратовское театральное училище имени И. А. Слонова на курс Д. А. Лядова. Также окончил исторический факультет Саратовского государственного университета.

### Актёрская карьера
В 1972 году Владимир Конкин окончил театральное училище и поступил на работу в Харьковский ТЮЗ. В 1973 году перешёл в МАДТ имени Моссовета, где проработал около года. С 1974 года стал работать актёром на киностудии имени А. П. Довженко.
Первая работа Конкина в кино — роль Павла Корчагина в телефильме «Как закалялась сталь» режиссёра Н. П. Мащенко — принесла ему широкую известность и официальное признание (в 1974 году актёр был отмечен премией Ленинского комсомола). Павел в исполнении Конкина отличался от прежних экранных Корчагиных бо́льшим лиризмом, романтичностью и интеллигентностью.
За период с 1974 по 1978 год снялся в ряде картин. При этом, оставаясь в рамках романтичного героя, Конкин старался не повторяться. У А. С. Кончаловского в мелодраме «Романс о влюблённых» актёр сыграл Никитина-младшего, у Б. В. Ивченко в фильме «Марина» — подпоручика Бориса Извольского, в телефильме Г. М. Калатозишвили «Кавказская повесть» — Дмитрия Оленина, а в детском телесериале А. И. Войтецкого «Волны Чёрного моря» — подпоручика Костю.
Конкину, не служившему из-за болезни в армии, часто доставались именно армейские роли. Одна из таких ролей — младший лейтенант Суслин в драме «Аты-баты, шли солдаты…» режиссёра Л. Ф. Быкова.
Ещё один взлёт популярности актёр пережил, сыграв в 1979 году Володю Шарапова в фильме «Место встречи изменить нельзя» режиссёра С. С. Говорухина.
В 1979 году Владимир Конкин был приглашён в МДТ имени М. Н. Ермоловой. Одной из первых работ в новом театре стала роль Володи Ульянова в спектакле «Казанский университет», за которую Конкин был в том же году отмечен премией Ленинского комсомола Коми АССР. Впоследствии на сцене этого театра им были сыграны романтические и героические роли в спектаклях «Батальоны просят огня», «Товарищи-граждане», «Старший сын».
Работал в картинах режиссёра В. А. Никифорова. В телефильме «Отцы и дети» Конкин сыграл Аркадия Кирсанова, акцентируя внимание на драме увядающего дворянского сословия, а в фильме «Благородный разбойник Владимир Дубровский» — острохарактерную роль заседателя Шабашкина. Небольшой, но заметной работой стал его доктор Робинсон в «Приключения Тома Сойера и Гекльберри Финна» Станислава Говорухина.
В 1988 году Конкин перешёл в театр-студию под руководством Е. В. Радомысленского. В 1991 году пришёл в театр «Вернисаж», где наряду с актёрской работой пробовал заниматься режиссурой. В 1995 году пришёл в труппу театра «Содружество актёров Таганки», где сыграл Захара Бардина в спектакле «Враги» по пьесе М. Горького.
С возрастом Владимир Конкин всё более отходил от романтических ролей, тяготея к острохарактерным, а порой и комическим работам (). Таким, например, был его персонаж (муж главной героини) в фильме «Принцесса на бобах» режиссёра В. З. Новака.
В апреле 2009 года Конкин перенёс многочасовую операцию на сердце.
Участвовал в дубляже зарубежных фильмов, принимал участие в переозвучивании многих советских мультфильмов. Вёл телепередачу «Домашняя библиотека» («ОРТ») ().
Свой спектакль «Муж, жена и сыщик» актёр посвятил памяти супруги.
Беседуя с корреспондентом газеты «Аргументы и факты», Владимир Конкин так рассуждал о профессии актёра:

По-моему, актёрская задача — просвещать. Я считаю, что сцена — это амвон. И ты должен гореть на ней, как Данко. И хотя бы одному зрителю в этом зале ты обязан доказать, что есть лучшая жизнь. Что театр, кино — это подмога поскользнувшемуся. Не надо добивать упавшего. Не надо! Протяните ему руку! Вот задача настоящего лицедея.
В 2011 году вышла биографическая книга М. Раевского под названием «Владимир Конкин: От современной культуры мне становится страшно».
Автор книг:
- У жизни есть начало. — М.: Литературная газета, 2012.
- К отцу. Пастораль соцреализма. — М.: Вече, 2015. — ISBN 978-5-4444-3643-1.
- Скрип одинокой двери. Драматический эпикриз. — М.: Вече, 2016. — ISBN 978-5-4444-3888-6.
- Письма женщин. — М.: У Никитских ворот, 2018. — ISBN 978-5-00095-640-3.

Живёт в московском районе Сокол.

### Телевизионная карьера
В Новогоднем «Голубом огоньке-1982» выступил ведущим (вместе с Татьяной Веденеевой и Львом Лещенко).

### Семья
- Супруга — Алла Львовна Конкина (девичья фамилия — Выборнова). Актёр прожил с ней 39 лет[3]. Скончалась 31 марта 2010 года[7] в московском хосписе от рака.
- Сыновья — близнецы: Ярослав и Святослав (1972), дочь — Софья (19.05.1988—24.09.2020) (утонула в бассейне спортклуба)[8].
- Внук и внучки: Глеб (1998 г. р.), Дарья (2001 г. р.), Варвара (2005 г. р.), Теодора (2007 г. р.) и Алиса (2010 г. р.)[3].

## Награды и премии
- Заслуженный артист УССР (1974).
- премия Ленинского комсомола (1974) — за роль Павки Корчагина в фильме «Как закалялась сталь».
- премия Ленинского комсомола Коми АССР (1979) — за роль Володи Ульянова в спектакле «Казанский университет».
- лауреат Государственной премии Украины ([источник не указан 1443 дня]).
- премия МВД России — за роль Владимира Шарапова в фильме «Место встречи изменить нельзя».
- Заслуженный артист Российской Федерации (29 декабря 2010) — за заслуги в области искусства[9].
- орден Дружбы (30 марта 2020) — за большой вклад в развитие отечественной культуры и искусства, многолетнюю плодотворную деятельность[10].
- Почётная грамота Президента Российской Федерации (26 февраля 2024) — за вклад в развитие отечественной культуры и искусства, многолетнюю плодотворную деятельность[11].

## Фильмография
- 1974 — Романс о влюблённых — младший брат Сергея Никитина
- 1975 — Как закалялась сталь — Павел Корчагин
- 1974 — Марина — подпоручик Борис Извольский
- 1975 — Переходим к любви — Дмитрий Череда
- 1975 — Побег из дворца — Револьд Слонов / Петька Муха
- 1976 — Волны Чёрного моря — Костя, умирающий подпоручик
- 1976 — Аты-баты, шли солдаты… — младший лейтенант Игорь Суслин (Суслик)
- 1977 — Талант — Сергей Борисович Ганьшин, инженер-конструктор
- 1978 — Кавказская повесть — Дмитрий Оленин
- 1978 — Путь к Софии — Караваев
- 1979 — Место встречи изменить нельзя — старший лейтенант Владимир Иванович Шарапов
- 1980 — Лючия ди Ламмермур — композитор
- 1981 — Приключения Тома Сойера и Гекльберри Финна — доктор Робинсон
- 1982 — Повесть о молодых супругах — Сергей Орлов
- 1983 — Обыкновенная история — Александр Адуев
- 1983 — Отцы и дети — Аркадий Николаевич Кирсанов
- 1984 — За ночью день идёт — Яков Батюк
- 1985 — Багратион — князь Меншиков
- 1985 — Тётя Маруся — Пётр
- 1986 — Певучая Россия — Пётр
- 1987 — Апелляция — Борис Сергеевич Холмовой, главный агроном совхоза «Любавинский»
- 1987 — Нетерпение души — Максимилианов, председатель ревкома
- 1988 — Мудромер — Леонид Макарович Заливако, изобретатель
- 1988 — Гражданский иск — Игорь Горский, начальник планового отдела химкомбината
- 1988 — Благородный разбойник Владимир Дубровский — заседатель Шабашкин
- 1989 — Астенический синдром — эпизод
- 1990 — Последняя осень — Слава Голубев, журналист, мелкий фарцовщик, наводчик
- 1990 — Лифт для промежуточного человека — Геннадий Евгеньевич Дубровин
- 1991 — Исчадье ада — Иван, бомбист
- 1997 — Чёрный океан — Игорь Петрович Фокин, начальник химслужбы К-477, капитан третьего ранга
- 1992 — А спать с чужой женой хорошо? — Володя Шутов
- 1994 — Бульварный роман — инспектор Кухарский
- 1997 — Принцесса на бобах — Костя, бывший муж Нины
- 1998 — Черный океан — подводник
- 1999 — Опять надо жить — священник
- 2000 — Романовы. Венценосная семья — полковник Кобылинский
- 2001 — Служба счастья — дед Махно
- 2001 — Ночь на кордоне — художник Семён Степанович
- 2002 — Приключения мага — Курский
- 2003 — Оперативный псевдоним — Тимохин
- 2004 — Сармат — Федулов Дмитрий Карпович, следователь
- 2004 — Время жестоких — Глеб Михайлович Ильин, помощник президента
- 2005 — Рублёвка Live
- 2006 — В круге первом — профессор Веренев
- 2006 — На реке Девице
- 2007 — Завещание Ленина — Юрий Николаевич

## Дубляж и закадровое озвучивание

### Фильмы

#### Том Круз
- 2003 — Последний самурай — капитан Нэйтан Олгрэн[12]
- 2000 — Миссия невыполнима 2 — Итан Хант[12]
- 1997 — Джерри Магуайер — Джерри Магуайер[12]

#### Дэвид Уэнем
- 2003 — Властелин колец: Возвращение короля — Фарамир[12]
- 2002 — Властелин колец: Две крепости — Фарамир[12]

#### Другие фильмы
- 2002 — K-19 — Восленский (роль Джеррита Вурена)[12]
- 2002 — Идентификация Борна — Маршалл (роль Дэвида Селбёрга)[12]
- 2000 — Приключения Рокки и Буллвинкля — рассказчик[12]
- 1998 — Спасти рядового Райана — лейтенант Де Уиндт (роль Лиленда Орсера)[12]
- 1997 — Секретные материалы: Борьба за будущее — Фокс Малдер (роль Дэвида Духовны)[12]
- 1996 — Ягуар — часть мужских ролей[12]
- 1996 — Народ против Ларри Флинта — Джимми Флинт (роль Бретта Харрельсона)[12]
- 1992 — Бэтмен возвращается — Брюс Уэйн (роль Майкла Китона)[12]
- 1992 — Несколько хороших парней — капитан Джек Росс (роль Кевина Бейкона)[12]

### Телесериалы
- 1999 — Клан Сопрано — Джеки Април-старший (роль Майкла Рисполи)[12]
- 1999 — Вавилон-5. Крестовый поход — Гален (роль Питера Вудворда) (дубляж Мост-Видео)[12]
- 1989 — Пуаро Агаты Кристи — разные мужские персонажи[12]
- 1987 — Дикая Роза[13] — Рикардо (роль Гильермо Капетильо), Мартино (роль Бенхамина Исласа)

## Озвучивание
- 2007 — Последняя роль. Георгий Юматов (документальный) — читает показания (текст за кадром)

## Переозвучка мультфильмов киностудии «Союзмультфильм» (2001 год)
- 1954 — Царевна-Лягушка — средний брат / старичок / Баба-Яга
- 1954 — Стрела улетает в сказку — дед Лесник-Лесовик / волк
- 1954 — На лесной эстраде — заяц
- 1954 — Мойдодыр — рассказчик
- 1954 — Оранжевое горлышко — петух Подковкин
- 1954 — Золотая антилопа — цирюльник / рёв слона
- 1953 — Братья Лю — старик, потерявший монету / слуга мандарина / тюремщик
- 1952 — Сармико  — зимовщик
- 1952 — Валидуб — Янек-Надуйщёки
- 1952 — Аленький цветочек — Чудовище / Принц
- 1951 — Сердце храбреца — Индига
- 1950 — Чудо-мельница — петушок / рассказчик
- 1950 — Сказка о рыбаке и рыбке — 2-й боярин, говорящий: «Не садися не в свои сани!»
- 1950 — Олень и волк — олень
- 1950 — Лиса-строитель — рассказчик
- 1950 — Когда зажигаются ёлки — снеговик
- 1950 — Жёлтый аист — Ми, бродячий музыкант
- 1950 — Дедушка и внучек — лисёнок / пёс-дворник
- 1949 — Чужой голос — рассказчик
- 1949 — Полкан и Шавка — Шавка
- 1949 — Лев и заяц — змея
- 1949 — Кукушка и скворец — скворец
- 1950 — Волшебный клад — Галсан
- 1947 — Весёлый огород  — Бобик

## Документальные фильмы
- «Владимир Конкин. „Наказания без вины не бывает!“» («Первый канал», 2017)[14][15]
- «Владимир Конкин. „Искушение славой“» («ТВ Центр», 2021)[16]